# Веретенников, Олег Александрович
Оле́г Алекса́ндрович Верете́нников (род. 5 января 1970, Ревда, Свердловская область) — советский и российский футболист, атакующий полузащитник, нападающий; российский тренер. 
С 2003 по 2013 год возглавлял список лучших бомбардиров в истории российского футбола (207 голов). Кавалер ордена Дружбы (1998). В декабре 2012 года награждён почётным званием «Легенда волгоградского футбола».

## Карьера

### Клубная

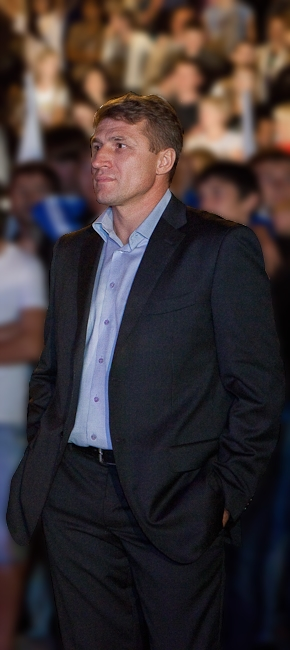
На центральной набережной Волгограда. 29 сентября 2012

Родился 5 января 1970 года в городе Ревда. Начинал карьеру в футбольной секции ДЮСШ «Юность» в Ревде у тренера Валерия Соколова. Играл с командой на турнирах «Кожаный мяч», где его заметили селекционеры «Уралмаша».
В 6-м классе перешёл в ДЮСШ «Уралмаш», где занимался у известного в 1970-е уральского футболиста Валерия Войтенко. За основу «Уралмаша» дебютировал в 1986 в матче против «Светотехники». С 1988 — твердый игрок основы. Сначала играл на позиции левого полузащитника, с конца 1988 — на позиции опорного.
Когда наступил призывной возраст, перешёл в областную команду МЦОП (базировалась в пригороде Свердловска Верхней Пышме). В одном из матчей на него обратили внимание селекционеры ЦСКА и взяли в команду «Чайка-ЦСКА» (фарм-клуб армейцев; играла в 1-й зоне 2-й лиги). Сам Веретенников переезжать в Москву не хотел, поэтому после неудачно проведённого матча на Кубок СССР против саратовского «Сокола» самовольно уехал обратно в Свердловск. Тем не менее руководство «Уралмаша» уговорило футболиста вернуться в армейский клуб. После 8 игр, проведённых Веретенниковым, в клуб пришла директива командировать его и ещё несколько человек на усиление клуба СКА Ростов-на-Дону, игравшего в 1-й лиге. Всё это время Веретенникова продолжали звать в ЦСКА, но никаких гарантий не давали.
В итоге сезон 1991 года он начал в составе «Уралмаша», новичка 1-й лиги. Он заключил годовой контракт с клубом, одним из условий соглашения было предоставление квартиры. Предоставив квартиру, клуб рассчитывал, что это обяжет Веретенникова остаться ещё на некоторое время в Екатеринбурге, но у него были иные планы. В 1992 году, при помощи президента «Ротора» Владимира Горюнова, Веретенников переехал в Волгоград. Именно в составе «Ротора» он провёл свои лучшие годы: на его счету немало командных и личных достижений за семь лет выступлений в клубе (1992—1999). Например, во втором туре чемпионата России-98 Веретенников забил 5 голов в ворота «Шинника». За эту игру он получил от газеты «Спорт-Экспресс» 9,5 балла из 10 возможных.
В 2000 году уехал в Грецию, где недолго играл за «Арис» (Салоники), затем выступал за бельгийский «Льерс», также не слишком успешно; в итоге сделать карьеру за рубежом ему не удалось.
После возвращения из «Льерса» играл в саратовском «Соколе». После вылета клуба из Премьер-лиги играл в различных клубах Первого дивизиона, затем в Высшей лиге Казахстана. Попытки вернуться в «Ротор» закончились успехом только в 2005 году, который этот клуб начал во Второй лиге. По итогам сезона Олег стал лучшим игроком зоны «Юг». Однако в следующем году, не найдя взаимопонимания с президентом Горюновым, вынужден был покинуть «Ротор» и снова отправиться в Казахстан, где играл ещё два сезона.
Сезон-2009 провёл в клубе «Волгоград», выступавшем в зоне «Юг» Второго дивизиона; в ноябре 2009 года объявил о завершении карьеры игрока.

### В сборной
За сборную России сыграл 4 официальных матча и один неофициальный матч против сборной ФИФА, посвящённый 100-летию российского футбола.
Веретенников вызывался в сборную во время отборочного турнира к чемпионату мира 1998 года, когда ею руководил Борис Игнатьев. Однако в канун ответного стыкового матча против Италии из-за травмы он не прибыл в расположение сборной.

### Тренерская
С февраля 2010 года являлся помощником главного тренера «Ротора». В декабре 2010 года окончил Высшую школу тренеров с присвоением категории Б. 11 июня 2014 года стал главным тренером команды. Был на своём посту до весны 2015 года. 17 июня 2015 года возглавил «Луч-Энергию». Ушёл в отставку в октябре.
Сезон 2016/17 проработал главным тренером молодёжной команды «Оренбурга». В июле 2017 года вошёл в тренерский штаб Роберта Евдокимова в костанайском «Тоболе».
В декабре 2017 года закончился контракт с «Тоболом».
15 октября 2018 года, по инициативе Роберта Евдокимова вернулся в волгоградский «Ротор» в качестве тренера-селекционера. В 2019 году являлся главным тренером «Ротора-2».
С 2020 по 2022 год входил в тренерский штаб ФК «Рубин» (Казань), работая с Леонидом Слуцким. Спустя 3 года Слуцкий пригласил Веретенникова присоединиться к тренерскому штабу Шанхай Шэньхуя.

### Общественная позиция
На выборах 2012 года являлся доверенным лицом кандидата в президенты Владимира Путина.

## Статистика выступлений
| Клуб             | Лига                            | Сезон            | Лига | Лига |
| Клуб             | Лига                            | Сезон            | Игры | Голы |
| ---------------- | ------------------------------- | ---------------- | ---- | ---- |
| Уралмаш          | Вторая лига СССР по футболу     | 1986             | 1    | 0    |
| Уралмаш          | Вторая лига СССР по футболу     | 1987             | 9    | 1    |
| Уралмаш          | Итого                           | Итого            | 10   | 1    |
| Уралец ТС        | Вторая лига СССР по футболу     | 1988             | 0    | 0    |
| Уралмаш          | Вторая лига СССР по футболу     | 1988             | 26   | 2    |
| Металлург        | Вторая лига СССР по футболу     | 1989             | 7    | 0    |
| ЦСКА             | Вторая лига СССР по футболу     | 1989             | 8    | 0    |
| СКА              | Первая лига СССР по футболу     | 1989             | 16   | 1    |
| СКА              | Вторая лига СССР по футболу     | 1990             | 41   | 26   |
| СКА              | Итого                           | Итого            | 57   | 27   |
| Уралмаш          | Первая лига СССР по футболу     | 1991             | 42   | 24   |
| Уралмаш          | Чемпионат России по футболу     | 1992             | 0    | 0    |
| Уралмаш          | Итого                           | Итого            | 42   | 14   |
| Ротор            | Чемпионат России по футболу     | 1992             | 28   | 10   |
| Ротор            | Чемпионат России по футболу     | 1993             | 33   | 19   |
| Ротор            | Чемпионат России по футболу     | 1994             | 30   | 12   |
| Ротор            | Чемпионат России по футболу     | 1995             | 29   | 25   |
| Ротор            | Чемпионат России по футболу     | 1996             | 33   | 19   |
| Ротор            | Чемпионат России по футболу     | 1997             | 34   | 22   |
| Ротор            | Чемпионат России по футболу     | 1998             | 30   | 22   |
| Ротор            | Чемпионат России по футболу     | 1999             | 29   | 12   |
| Ротор            | Итого                           | Итого            | 246  | 141  |
| Ротор-2          | Вторая лига России по футболу   | 1993             | 1    | 0    |
| Ротор-2          | Вторая лига России по футболу   | 1999             | 3    | 1    |
| Ротор-2          | Итого                           | Итого            | 4    | 1    |
| Арис             | Чемпионат Греции по футболу     | 1999-00          | 7    | 0    |
| Льерс            | Чемпионат Бельгии по футболу    | 2000-01          | 18   | 3    |
| Сокол            | Чемпионат России по футболу     | 2001             | 15   | 2    |
| Сокол            | Чемпионат России по футболу     | 2002             | 12   | 0    |
| Сокол            | Итого                           | Итого            | 27   | 2    |
| СКА              | Первая лига России по футболу   | 2002             | 9    | 2    |
| Мордовия         | Первая лига России по футболу   | 2003             | 40   | 18   |
| Уралан           | Первая лига России по футболу   | 2004             | 19   | 2    |
| Женис            | Чемпионат Казахстана по футболу | 2004             | 14   | 4    |
| Ротор            | Вторая лига России по футболу   | 2005             | 23   | 14   |
| Ротор            | Вторая лига России по футболу   | 2006             | 30   | 11   |
| Ротор            | Вторая лига России по футболу   | 2007             | 13   | 4    |
| Ротор            | Итого                           |                  |      |      |
| Иртыш            | Чемпионат Казахстана по футболу | 2007             | 13   | 2    |
| Астана           | Чемпионат Казахстана по футболу | 2008             | 30   | 7    |
| Всего за карьеру | Всего за карьеру                | Всего за карьеру | 643  | 255  |

## Достижения

### Командные
- Серебряный призёр чемпионата России (2): 1993, 1997.
- Бронзовый призёр чемпионата России: 1996.
- Финалист Кубка России: 1994/95.
- Финалист Кубка Интертото: 1996.

### Личные
- Лучший бомбардир Высшего дивизиона чемпионата России (до создания РФПЛ[18]): 143 гола.
- Рекордсмен чемпионата России по количеству голов за одну команду: 141 («Ротор»)
- Лучший бомбардир чемпионата России: 1995, 1997, 1998.
- Рекордсмен российской высшей лиги по голам за один сезон (25 мячей в 1995 году). Рекордная результативность (25 мячей в 29 играх).
- Один из трех футболистов (наряду с Виктором Панченко и Матео Кассьеррой), кому удавалось забить 5 голов в одной игре в чемпионате России.
- Лучший бомбардир Кубка России за все сезоны.
- Более 10 лет возглавлял Клуб 100 российских бомбардиров (с момента создания до 28 сентября 2013 года, когда его обошёл Александр Кержаков). 30 марта 2008 года забил в зачёт клуба 200-й мяч[19].
- Член клуба Григория Федотова.
- В 1993, 1995, 1996 и 1997 годах в опросе за звание лучшего футболиста России занимал 2-е место (Спорт-Экспресс), в 1998 — 3-е место (Спорт-Экспресс).
- В 1993, 1995, 1996, 1997 и 1998 годах входил в число 33 лучших футболистов России под № 1, в 1994 году — под № 3.
- Лучший полузащитник первого дивизиона сезона 2003, «Лисма-Мордовия».
- Лучший игрок и лучший полузащитник второго дивизиона сезона 2005 (зона «Юг»), «Ротор».
- Лучший игрок и лучший полузащитник второго дивизиона сезона 2009 (зона «Юг»), «Волгоград».[20]
- Лауреат приза «Честная игра» имени Фёдора Черенкова — 1998 год.
- Лучший бомбардир зонального турнира 2-й лиги СССР (1990).
- Победитель международного первенства ВС 1989 (Вьетнам) (забил гол в финале).

## Личная жизнь
Старший брат (на 12 лет) — мастер спорта по лыжным гонкам. Также есть сестра Ольга.
Жена — Лариса (поженились в 19 лет), сын Павел (род. 8 июня 1991), дочь Татьяна (род. 7 января 1997). Павел также стал профессиональным футболистом, выступал за «Волгоград», «Ротор» и «Энергию».
29 октября 1998 года, за день до окончания чемпионата России, на волжской набережной неизвестный напал на Веретенникова, который прогуливался с дочерью, и плеснул в игрока кислотой. Ядовитая жидкость попала и на лицо Тани: отец смыл с лица девочки кислоту и доставил её в больницу. Несмотря на случившееся, Веретенников сыграл в заключительном туре против «Торпедо», выйдя под овации зрителей во втором тайме. Предложения о помощи семье Веретенникова поступали со всей России и из-за границы, а вскоре врачи из Волгограда сообщили, что здоровью девочки ничего не угрожало. 20 декабря в присутствии двух понятых Веретенников опознал на одном из фото нападавшего: им оказался житель Казахстана, у которого в Волгограде были родственники.